# ネオネオバラエティ
『ネオネオバラエティ』（Neo Neo Variety）は、2002年4月2日から2009年10月2日までテレビ朝日系列（一部地域を除く）で放送されていた深夜番組枠のレーベル。前時間帯に放送される『ネオバラエティ』の兄弟枠。通称『ネオネオ』。「ネオバラエティ第2部」「ネオバラ第2部」と表記されることもある。
本稿では、2014年4月から2022年3月まで同時間帯に放送されていた『ネオバラエティ2』についても記述する。

## 概要

### 第1期（ネオネオバラエティ）
2002年3月の『トゥナイト2』終了に伴い、同年4月に『トゥナイト2』の直後枠だった1:01 - 1:31（JST）枠を45分繰り上げる形でスタート。月曜日から木曜日の『ネオバラエティ』終了後、ミニ番組（2005年9月までは『あしたまにあ〜な』、以降は『オンタマ』）を挟んだ0:15 - 0:45の30分間で放送されていた。
枠開設当初から2005年9月までは0:16 - 0:46の時間帯だったが、以降からは1分放送時間が繰り上げられた。
2005年までは不定期（4月、10月、12月頃）に『ネオバラエティ』の番組を休みとし、拡大版（85分・90分）が放送されることもあったが、2006年以降は改編期でも通常の形態で放送される様になった。2006年度は『月バラ!』で拡大版として放送されたこともあれば、特別版として昼間や深夜に放送されるケースもある。
2005年4月からは、後続の枠（0:45 - 1:15（2005年9月まで0:46 - 1:16））に『ネオバラエティ第3部』をスタート。
2009年10月6日（5日深夜）から、0時台に帯枠の情報番組『お願い!ランキング』が放送開始されたため、現在放送されている土曜日（金曜深夜）の『タモリ倶楽部』を除く火 - 金曜（月 - 木曜深夜）の0時台の番組の放送終了を余儀なくされることになった。

### 第2期（ネオバラエティ2）
2014年4月1日（3月31日深夜）より『お願い!ランキング』が2部制となり、第1部の放送開始が0:50に変更されたため、第1期（ネオネオバラエティ）と同じく『ネオバラエティ』終了後（ミニ番組は挟まない）の0:15 - 0:45（2018年10月から1年間のみ0:20 - 0:50）にバラエティ番組の放送枠が新設され、第1期同様に日替わりでバラエティ番組が放送されることとなった。
前枠の『ネオバラエティ』と併せて、「夜の大型エンターテインメントゾーン」と題していた。
当初はこの枠単体の名称がなかったが、後述の2022年4月改編の報道でこの枠が『ネオバラエティ2』と呼ばれた。
2022年4月改編にて、当枠が前時間帯の『ネオバラエティ』枠と共に終了し、20年ぶりの新バラエティゾーン『スーパーバラバラ大作戦』枠に変更された。また、この変更により、『まさかのルールはなぜできた!? 作画プレゼン!刺さルール』、『キョコロヒー』の2番組は『スーパーバラバラ大作戦』枠の番組に内包され、引き続き同枠にて放送される。

## 歴代の番組

### ネオネオバラエティ（2002.4 - 2009.9）
| 放送期間                | 火曜日（月曜深夜）                     | 水曜日（火曜深夜）                                        | 木曜日（水曜深夜）   | 金曜日（木曜深夜） |
| ----------------------- | -------------------------------------- | --------------------------------------------------------- | -------------------- | ------------------ |
| 2002年04月 - 2002年09月 | 極楽とんぼの バスコーンつってんだろ!!  | さまぁ〜ずと優香の 怪しいホール貸しちゃうのかよ!!(仮)など | Gallage Vanguard     | 内村プロデュース   |
| 2002年10月 - 2003年03月 | 東京I指令                              | さまぁ〜ずと優香の 怪しい××貸しちゃうのかよ!!             | 堂本剛の正直しんどい | NANDA!?            |
| 2003年04月 - 2004年09月 | 雨上がり決死隊のトーク番組 アメトーク! | さまぁ〜ずと優香の 怪しい××貸しちゃうのかよ!!             | 堂本剛の正直しんどい | NANDA!?            |
| 2004年10月 - 2005年09月 | 雨上がり決死隊のトーク番組 アメトーク! | くりぃむナントカ                                          | 堂本剛の正直しんどい | NANDA!?            |
| 2005年10月 - 2006年03月 | 雨上がり決死隊のトーク番組 アメトーク! | アドレな!ガレッジ                                         | 堂本剛の正直しんどい | NANDA!?            |
| 2006年04月 - 2006年09月 | 雨上がり決死隊のトーク番組 アメトーク! | アドレな!ガレッジ                                         | 堂本剛の正直しんどい | ナンだ!?           |
| 2006年10月 - 2007年09月 | 快感MAP                                | アドレな!ガレッジ                                         | 堂本剛の正直しんどい | ナンだ!?           |
| 2007年10月 - 2008年03月 | 快感MAP                                | アドレな!ガレッジ                                         | 堂本剛の正直しんどい | いいはなシーサー   |
| 2008年04月 - 2009年09月 | 美しき青木・ド・ナウ                   | アドレな!ガレッジ                                         | 堂本剛の正直しんどい | いいはなシーサー   |

#### 枠移動
当枠から
- 内村プロデュース（2002年9月に月曜ネオバラエティへ移動。）
- さまぁ〜ずと優香の怪しい××貸しちゃうのかよ!!（現在の『クイズプレゼンバラエティー Qさま!!』に改題して、ネオバラエティ、月曜20時枠を経て月曜21時枠へ移動。） - 放送中
- くりぃむナントカ（2005年10月に月曜ネオバラエティ枠へ、2008年4月に水曜19時枠へ移動。「くりぃむシリーズ」として番組名を変えながら継続しており、2021年10月からは日曜22時枠にて「くりぃむナンタラ」が放送されている。） - 放送中
- 雨上がり決死隊のトーク番組アメトーク!（『雨上がり決死隊のトーク番組アメトーーク!』〈ーが1本増えた〉を経て、現在の『アメトーーク!』に改題。木曜ネオバラエティ枠へ移動。） - 放送中
- 快感MAP（『お試しかっ!』に改題して、月曜ネオバラエティを経て月曜19時枠へ移動。）

当枠へ
- 内村プロデュース（日曜未明（土曜深夜）から移動。）
- 美しき青木・ド・ナウ（火曜未明（月曜深夜）・月曜ネオバラエティ第3部から昇格。）

### ネオバラエティ2（2014.4 - 2022.3）
| 放送期間                | 火曜日（月曜深夜）                                          | 水曜日（火曜深夜）                                        | 木曜日（水曜深夜）                | 金曜日（木曜深夜）              |
| ----------------------- | ----------------------------------------------------------- | --------------------------------------------------------- | --------------------------------- | ------------------------------- |
| 2014年04月 - 2014年09月 | 言いにくいことを ハッキリ言うTV                             | キス濱テレビ                                              | 初めて○○やってみた                | 坂上忍の成長マン!!              |
| 2014年10月 - 2015年03月 | お坊さんバラエティ ぶっちゃけ寺                             | Kis-My-Ft2 presents オフィスラーニングバラエティ OLくらぶ | 紅リサーチ                        | しくじり先生 俺みたいになるな!! |
| 2015年04月 - 2015年09月 | タカアンドトシの道路バラエティ!? バスドラ                   | あの遊びをバージョンアップ! キスマイGAME                  | 女の体当たりサーチ番組 なぜ?そこ? | 夜の巷を徘徊する                |
| 2015年10月 - 2016年03月 | 決め方TV                                                    | キスマイ魔ジック                                          | 聞きにくい事を聞く                | 夜の巷を徘徊する                |
| 2016年04月 - 2016年09月 | EXD44                                                       | キスマイ魔ジック                                          | 聞きにくい事を聞く                | 夜の巷を徘徊する                |
| 2016年10月 - 2016年12月 | 警視庁 ナシゴレン課                                         | キスマイレージ                                            | なら≒デキ 〜○○なら××デキるはず〜  | 夜の巷を徘徊する                |
| 2017年01月 - 2017年03月 | EXD44                                                       | キスマイレージ                                            | なら≒デキ 〜○○なら××デキるはず〜  | 夜の巷を徘徊する                |
| 2017年04月 - 2017年09月 | バクモン学園 〜鬼教師・太田と委員長・田中と芸人30人の物語〜 | キスマイレージ                                            | なら≒デキ 〜○○なら××デキるはず〜  | 夜の巷を徘徊する                |
| 2017年10月 - 2018年03月 | バクモン学園!!住んでみた。                                  | 10万円でできるかな                                        | イッテンモノ                      | 夜の巷を徘徊する                |
| 2018年04月 - 2018年09月 | 爆問ファンド マネーの成功グラフ                             | 10万円でできるかな                                        | イッテンモノ                      | 夜の巷を徘徊する                |
| 2018年10月 - 2019年03月 | オータケ・サンタマリアの 100まで生きるつもりです            | 10万円でできるかな                                        | ザワつく!一茂良純時々ちさ子の会   | 夜の巷を徘徊する                |
| 2019年04月 - 2019年09月 | しくじり先生 俺みたいになるな!!                             | バナナマンのドライブスリー                                | 家事ヤロウ!!!                     | 夜の巷を徘徊する                |
| 2019年10月 - 2020年03月 | しくじり先生 俺みたいになるな!!                             | バナナマンのドライブスリー                                | すじがねファンです!               | 夜の巷を徘徊する                |
| 2020年04月 - 2020年09月 | しくじり先生 俺みたいになるな!!                             | テレビ千鳥                                                | ひかくてきファンです!             | 夜の巷を徘徊する                |
| 2020年10月 - 2021年03月 | しくじり先生 俺みたいになるな!!                             | 霜降りバラエティ                                          | いいねの森                        | 夜の巷を徘徊しない              |
| 2021年04月 - 2021年09月 | しくじり先生 俺みたいになるな!!                             | 霜降りバラエティ                                          | ブイ子のバズっちゃいな!           | かまいガチ                      |
| 2021年10月 - 2022年03月 | 有吉クイズ                                                  | まさかのルールはなぜできた!? 作画プレゼン!刺さルール      | キョコロヒー                      | かまいガチ                      |

#### 枠移動
当枠から
- 初めて○○やってみた（2014年10月に日曜23:15 - 翌0:10に移動）
- 坂上忍の成長マン!!（2014年10月に日曜18:30 - 18:57に移動）
- お坊さんバラエティ ぶっちゃけ寺（2015年4月に月曜19:00 - 19:54に移動）
- しくじり先生 俺みたいになるな!!（2015年4月に月曜20:00 - 20:54に移動、さらに2017年4月に日曜21:58 - 23:05に移動後終了。2019年4月に当枠で再びレギュラー放送を再開した後、2021年10月に金曜ネオバズ枠にて月1回放送となる）
- EXD44（第3期は月曜0:40 - 1:10（日曜深夜）に枠が変更された）
- なら≒デキ 〜○○なら××デキるはず〜（「天才キッズ」企画に特化した上で「天才キッズ全員集合〜君ならデキる!!〜」に改題、2017年10月に月曜19:00 - 20:00に移動）
- 10万円でできるかな（2019年4月に月曜20:00 - 20:54に移動）
- オータケ・サンタマリアの100まで生きるつもりです（「100まで楽しむつもりです」に改題の上、2019年4月に土曜11:10 - 11:40に移動）
- ザワつく!一茂良純時々ちさ子の会（「ザワつく!金曜日」に改題の上、2019年4月に金曜20:57 - 21:54に移動、さらに同年10月に金曜19時台に移動）
- バナナマンのドライブスリー（「バナナドライ部」に改題の上、2020年5月に日曜10:00 - 11:50枠で月1回放送を基本とした不定期番組として枠移動したが1回しか放送されていない）
- 家事ヤロウ!!!（2019年10月に水曜ネオバラエティ枠に移動、さらに2021年4月に火曜19時台に移動）
- テレビ千鳥（2020年10月に日曜22:25 - 22:55に移動、さらに2022年4月に金曜0:15 - 0:45（木曜深夜）に移動）
- 霜降りバラエティ（「霜降りバラエティX」に改題の上、2021年10月に日曜3:00 - 3:20（土曜深夜）に移動）
- ブイ子のバズっちゃいな!（2021年10月に「電脳ワールドワイ動ショー」に改題の上、土曜22:25 - 22:55に移動）
- 有吉クイズ（2022年4月の当枠廃止時に火曜スーパーバラバラ大作戦 第2部に移動、さらに同年10月に火曜20時台に移動）
- かまいガチ（2022年4月の当枠廃止時に水曜スーパーバラバラ大作戦 第1部に移動）
- キョコロヒー（2022年4月の当枠廃止以降も同時間帯で継続放送し、同年10月に月曜スーパーバラバラ大作戦 第2部に移動）

当枠へ
- Kis-My-Ft2 presents オフィスラーニングバラエティ OLくらぶ（1986年～1997年に土曜午前中に放送された「OH!エルくらぶ」の復活版）
- イッテンモノ（日曜0:30 - 1:00（土曜深夜）から移動）
- しくじり先生 俺みたいになるな!!（2019年4月の再開時に本枠に復帰）
- 家事ヤロウ!!!（火曜ネオバラ3枠から移動）
- テレビ千鳥（月曜ネオバラ3枠から移動）
- すじがねファンです!（日曜1:30 - 2:00（土曜深夜）から移動、同時に「いまだにファンです!」から改題）
- 霜降りバラエティ（木曜ネオバラ3枠から移動）
- いいねの森（月曜ネオバラ3枠から移動、同時に「あの人が『いいね』した一般人」から改題）
- ブイ子のバズっちゃいな!（木曜バラバラ大作戦 第1部から移動）
- かまいガチ（月曜バラバラ大作戦 第2部から移動）
- キョコロヒー（水曜バラバラ大作戦 第3部から移動）

## ネット局

### ネオネオバラエティ（2002.4 - 2009.9）
東日本地域（北海道テレビ除く、東北地方から新潟テレビ21・長野朝日放送・静岡朝日テレビ・北陸朝日放送にかけて）のテレビ朝日系列各局の大半は、同時ネットで放送する局が多い一方、西日本地域（瀬戸内海放送除く）の各局はローカル番組等を放送する都合で、遅れて放送（時差ネット）する局が多かった。
補足
- 2009年10月1日の枠廃止時点で、火曜 - 金曜（月 - 木曜深夜）の4番組を全て同時ネットしていた系列局は長野朝日放送のみ。東日本の他の系列局は火曜日 - 木曜日の番組を同時ネットする局が多かった。
  - 秋田朝日放送では2008年10月9日まで、瀬戸内海放送では2009年6月25日まで、火曜 - 金曜の4番組が同時ネットだったが、その翌週から火曜 - 木曜の3番組に変更された。
- 北海道テレビでは、2週間程度の遅れネットとなっていた。
- メ～テレでは、火曜日・木曜日が同時ネット（前枠の「ネオバラ」と違い、若干の時間差も無い）。水曜日も2008年10月より同時ネットに移行したが、2009年4月から再び2日遅れとなった。
- 朝日放送では、『ナイトinナイト』を編成する都合上、「ネオバラ」枠の番組を全て0時台（0:29 - 1:26）に遅れ放送しているため、『いいはなシーサー』（非ネット）を除いて全て時差ネットとなっていた。
- 山口朝日放送では、かつて繰り下げか時差ネットを行っていた。その後、金曜日（木曜深夜）の『いいはなシーサー』を除く3番組は放送日時のみテレビ朝日と同一、『いいはなシーサー』に関しては放送日時を差し替えて放送していた。なお、金曜日のこの時間については「タモリ倶楽部」を遅れネットで放送している。
- 九州地方では九州朝日放送制作の『ドォーモ』をこの時間帯に編成していたため、本枠の番組は『ドォーモ』の終了後に繰り下げるか時差ネットとなっていた。

下記に挙げているのは、すべてテレビ朝日系列。
- ○=同時ネット、△=遅れネット、×=非ネット

| 放送対象地域   | 放送局                       | 火曜   | 水曜   | 木曜   | 金曜   |
| -------------- | ---------------------------- | ------ | ------ | ------ | ------ |
| 関東広域圏     | テレビ朝日（EX）             | 制作局 | 制作局 | 制作局 | 制作局 |
| 北海道         | 北海道テレビ（HTB）          | △      | △      | △      | ×      |
| 青森県         | 青森朝日放送（ABA）          | ○      | ○      | ○      | ×      |
| 岩手県         | 岩手朝日テレビ（IAT）        | ○      | ○      | ○      | ×      |
| 宮城県         | 東日本放送（KHB）            | ○      | ○      | △      | ×      |
| 秋田県         | 秋田朝日放送（AAB）          | ○      | ○      | ○      | ×      |
| 山形県         | 山形テレビ（YTS）            | ○      | ○      | ○      | ×      |
| 福島県         | 福島放送（KFB）              | ○      | △      | ×      | ×      |
| 新潟県         | 新潟テレビ21（NT21→UX）      | ○      | ○      | ○      | ×      |
| 長野県         | 長野朝日放送（abn）          | ○      | ○      | ○      | ○      |
| 静岡県         | 静岡朝日テレビ（SATV）       | ○      | ○      | ○      | ×      |
| 石川県         | 北陸朝日放送（HAB）          | ○      | ○      | ○      | ×      |
| 中京広域圏     | 名古屋テレビ（メ～テレ/NBN） | ○      | △      | ○      | ×      |
| 近畿広域圏     | 朝日放送（ABC）              | △      | △      | △      | ×      |
| 広島県         | 広島ホームテレビ（HOME）     | △      | △      | △      | ×      |
| 山口県         | 山口朝日放送（yab）          | △      | △      | △      | △      |
| 香川県・岡山県 | 瀬戸内海放送（KSB）          | ○      | ○      | ○      | ×      |
| 愛媛県         | 愛媛朝日テレビ（eat）        | △      | △      | △      | ×      |
| 福岡県         | 九州朝日放送（KBC）          | △      | △      | △      | ×      |
| 長崎県         | 長崎文化放送（ncc）          | ×      | △      | △      | ×      |
| 熊本県         | 熊本朝日放送（KAB）          | △      | △      | △      | ×      |
| 大分県         | 大分朝日放送（OAB）          | △      | △      | △      | △      |
| 鹿児島県       | 鹿児島放送（KKB）            | △      | △      | △      | ×      |
| 沖縄県         | 琉球朝日放送（QAB）          | ×      | △      | △      | △      |